# Otrov
 Ovo je glavno značenje pojma Otrov. Za album Halida Bešlića pogledajte Otrov (album Halida Bešlića).
Otrovima se smatraju tvari prirodnog ili sintetskog podrijetla i proizvodi dobiveni od njih, koji uneseni u organizam ili u dodiru s njim mogu ugroziti zdravlje i život organizma ili štetno djelovati na okoliš.
Znanstvena disciplina koja se bavi otrovima i njihovim supstancama naziva se toksikologija. U vezi s otrovima često se spominje i pojam ksenobiotik. Ksenobiotik je svaka tvar koju nalazimo unutar organizma, a koja se obično ne proizvodi unutar organizma niti se očekuje da će unutar njega biti prisutna. Ekotoksikologija je znanost koja proučava direktni ili indirektni učinak ksenobiotika na ekosustav, na sve živuće organizme i njihovu organizaciju, odnos prema neživoj tvari, međusobne odnose i odnos prema čovjeku (J. M. Juany, 1979.).
Prema načinu djelovanja dijele se na:
- kancerogene (izazivaju rak),
- mutagene (uzrokuju nasljedna genetska oštećenja),
- teratogene (uzrokuju oštećenje ploda).

Prema stupnju otrovnosti razvrstavaju se u tri skupine:
- vrlo jaki otrovi (T+),
- otrovi (T),
- štetne tvari (Xn).

## Vanjske poveznice
- Brošure i knjige o otrovima i opasnim kemikalijama na www.otrovno.com  Arhivirana inačica izvorne stranice od 25. studenoga 2013. (Wayback Machine)
- Hrvatski zavod za toksikologiju i antidoping  Arhivirana inačica izvorne stranice od 27. travnja 2014. (Wayback Machine)